# Cybli
Cybli (ukr. Циблі) – wieś na Ukrainie, w obwodzie kijowskim, w rejonie boryspolskim, siedziba hromady. W 2001 liczyła 3069 mieszkańców, spośród których 2934 wskazało jako ojczysty język ukraiński, 129 rosyjski, 4 ormiański, 1 polski, a 1 inny.